# Renate Menken
Renate Menken (* 1943 in Lübeck) ist eine deutsche Apothekerin, die in der Hansestadt Lübeck durch ihr Engagement im Ehrenamt bekannt wurde.

## Leben
Renate Menken ist neben ihrem Hauptberuf als selbstständige Apothekerin eine ehrenamtlich tätige Managerin, die seit über 30 Jahren auf die Gestaltung des kulturellen und sozialen bürgerlichen Engagements in Lübeck großen Einfluss nimmt. Als Mitglied der Gesellschaft zur Beförderung gemeinnütziger Tätigkeit engagierte sie sich zunächst über 20 Jahre in der Familienbildungsstätte und der Lübecker Mütterschule, die beide von der Gesellschaft betrieben werden. Sie war von 1997 bis 2002 für zwei aufeinander folgende Amtszeiten als erste Frau Direktorin der Gesellschaft. Danach übernahm sie für die Gemeinnützige von 2002 bis 2008 die Leitung der Lübecker Musik- und Kunstschule der Gemeinnützigen. Seit 1996 gehört sie auch dem Vorstand der in Lübeck bedeutenden Possehl-Stiftung an, seit 2007 als stellvertretende und 2009–2016 als Vorsitzende des Vorstands dieser Stiftung. Im Kuratorium der Kaufmannschaft zu Lübeck engagiert sie sich seit 2003 für den Naturschutz in Lübeck. Renate Menken wurde für ihren Einsatz im Ehrenamt am 5. Oktober 2010 vom schleswig-holsteinischen Ministerpräsidenten Peter Harry Carstensen in Kiel mit dem Verdienstorden am Bande ausgezeichnet.